# Шеврин, Лев Наумович
Лев Наумович Шеврин (4 января 1935 — 23 октября 2021) — советский и российский учёный математик и педагог, доктор физико-математических наук (1967), профессор (1969), почётный профессор УрГУ (2000). Заслуженный деятель науки Российской Федерации (1993).

## Биография
Родился 4 января 1935 года в городе Свердловске.
С 1952 по 1957 годы проходил обучение на Физико-математическом факультете Уральского государственного университета. С 1957 по 1960 годы обучался в аспирантуре, был учеником одного из основателей уральской алгебраической школы П. Г. Конторовича.
С 1960 года начал свою педагогическую деятельность на Физико-математическом факультете Уральского государственного университета: с 1960 по 1968 годы работал в должностях — старшего преподавателя и доцента на кафедре алгебры и геометрии, с 1968 по 2001 годы в течение тридцати трёх лет, Л. Н. Шеврин был — заведующим кафедрой алгебры и геометрии, с 2001 года — профессор и научный руководитель кафедры алгебры и дискретной математики.
Помимо педагогической занимался и научно-исследовательской работой: был главным научным сотрудником и с 1994 года является организатором и бессменным руководителем Лаборатории комбинаторной алгебры УрГУ-УрФУ (до 2011 года входила в НИИ физики и прикладной математики УрГУ, в 2005—2011 г. называлась Отделом комбинаторной алгебры).
В 1961 году защитил диссертацию на соискание учёной степени — кандидат физико-математических наук по теме: «Некоторые структурные вопросы теории полугрупп», в 1967 году защитил диссертацию на соискание учёной степени — доктор физико-математических наук по теме: «Структурные свойства полугрупп». В 1969 году Л. Н. Шеврину было присвоено учёное звание профессора, в 2000 году — почётного профессора УрГУ. С 2002 года — академик Европейской академии наук.
С 1966 года Л. Н. Шеврин был основателем и бессменным руководителем научной школы «Алгебраические системы», под его руководством были выполнены фундаментальные исследования в области теории многообразий, членами этой школы защищено более 80 кандидатских и более 10 докторских диссертаций. Л. Н. Шеврин был участником и одним из организаторов в проведении многочисленных международных и всесоюзных симпозиумов по математической теории полугрупп. С 1980 по 2007 годы в течение двадцати семи лет, был руководителем Правления Уральского математического общества, являлся редактором и членом редакционных коллегий ряда журналов, в частности: «Математических записок УрГУ», «Известия Уральского государственного университета. Математика, механика, информатика», «Известия вузов. Математика», «Semigroup Forum».
Л. Н. Шеврин был автором более двухсот научных работ, в том числе учебников по математике для школ и высших учебных заведений, а также трёх монографий, под его руководством и при непосредственном участии было подготовлено около сорока кандидатов и докторов наук.
2 марта 1993 года Указом Президента Российской Федерации «за заслуги в научной деятельности» Лев Наумович Шеврин был удостоен почётного звания заслуженный деятель науки Российской Федерации
Скончался 23 октября 2021 года, похоронен на Северном кладбище Екатеринбурга.

## Награды

### Звания
- Заслуженный деятель науки Российской Федерации (1993[2])
- Почётный работник высшего профессионального образования Российской Федерации (1998)

### Премии
- Международная премия имени Josе Vasconcelosе Всемирного совета по культуре (1990 — «за достижения в области математического образования»)
- Премия Всесоюзного конкурса школьных учебников (1987 — «за книгу „Математика 5-6. Учебник-собеседник“»)
- Премия УрГУ (1966 — «за лучшую научную работу»; 1994 — «за высокие достижения в учебно-методической деятельности»)